# 13280 Christihaas
13280 Christihaas (1998 QM44) là một tiểu hành tinh vành đai chính được phát hiện ngày 17 tháng 8 năm 1998 bởi Nhóm Nghiên cứu Thiên thạch gần Trái Đất thuộc phòng thí nghiệm Lincoln ở Socorro.